# Kadalagere, Pandavapura
Kadalagere là một làng thuộc tehsil Pandavapura, huyện Mandya, bang Karnataka, Ấn Độ.